# Francis Dagrin
Francis Dagrin ('s-Gravenbrakel, 16 januari 1966) is een Belgisch marxistisch politicus voor de PTB.

## Levensloop
Dagrin, die een diploma elektromechanica behaalde in het lager secundair onderwijs, ging in 1984 als arbeider aan de slag bij de Volkswagen- en vervolgens de Audifabriek in Vorst en was er twintig jaar lang syndicaal afgevaardigde voor de socialistische vakbond FGTB.
Bij de verkiezingen van mei 2019 werd Dagrin voor de PVDA verkozen in het Brussels Hoofdstedelijk Parlement. Na zijn verkiezing in het parlement bleef hij deeltijds aan de slag bij Audi Brussels, tot aan de sluiting van de fabriek in februari 2025. In juni 2024 werd hij herkozen. Van februari tot juni 2024 was Dagrin secretaris van het Brussels Parlement en sinds juni 2024 is hij er ondervoorzitter.
Sinds september 2021 is Dagrin eveneens gemeenteraadslid van Vorst, waar hij zijn partijgenoot Nabil Boukili opvolgde. Bij de gemeenteraadsverkiezingen van oktober 2024 werd hij herkozen.